# Clostridium tetani
Il bacillo di Nicolaier (Clostridium tetani Flügge, 1886) è un batterio del genere Clostridium e la tossina da esso prodotta è responsabile del tetano.
È un bacillo di 0,6-1,4 µm per 3,0-20 µm, che si colora debolmente con la colorazione di Gram, pur avendo la struttura tipica dei batteri Gram positivi. È anaerobio obbligato, mobile per la presenza di flagelli e sporigeno.
Il Clostridium tetani è caratterizzato dalla presenza di endospore in posizione periferica (vedi figura); inoltre, come tutti i Clostridium, è incapace di ridurre i solfati.
È principalmente proteolitico e non riesce a fermentare i carboidrati.

## Patogenesi
Il Clostridium tetani non ha un'attività lesiva diretta nei confronti dei tessuti; inoltre, rispetto ad altri batteri, non è in grado di sostenere un quadro infiammatorio evidente. La virulenza di Clostridium tetani è dovuta soprattutto a due tossine.
Tetanolisina
È una tossina ossigeno labile e velocemente inattivata dal colesterolo. Queste caratteristiche non hanno permesso l'identificazione delle sue proprietà patogenetiche; tuttavia, data l'analogia con la streptolisina O prodotta da Streptococcus pyogenes, si ritiene che abbia la capacità di lisare eritrociti, piastrine e leucociti agendo come destabilizzante della membrana plasmatica.
Tetanospasmina

La tetanospasmina è la tossina AB prodotta in fase di crescita stazionaria; la subunità B (binding) è in grado di legare il recettore cellulare (GM2) e di promuovere l'internalizzazione della subunità A (active) all'interno della cellula. Una volta prodotta all'interno dell'organismo, si lega tramite il recettore GM2, una glicoproteina contenente due residui di acido sialico, espressa dalla maggior parte dei neuroni. Il legame promuove l'internalizzazione in una vescicola endocitotica che risale lungo le giunzioni neuronali fino al sistema nervoso centrale. Qui la vescicola si acidifica, innescando una serie di modificazioni molecolari che comportano la fusione dell'estremità N-terminale della tossina con la membrana dell'endosoma. Gli eventi descritti promuovono l'uscita della subunità A nel citoplasma; quest'ultima ha un'attività zinco-proteasica in grado di demolire l'apparato proteico preposto alla secrezione del GABA e della Glicina, neurotrasmettitori che inibiscono la contrazione muscolare (permettendo quindi il continuo rilascio di acetilcolina, neurotrasmettitore che rilasciato da terminazioni nervose favorisce la contrazione muscolare). In questo modo si ha uno spasmo muscolare continuo e doloroso che interessa tutti i muscoli del corpo, partendo dal viso fino agli arti. La morte può giungere per interessamento dei muscoli respiratori che rimangono contratti e impossibilitano la respirazione.

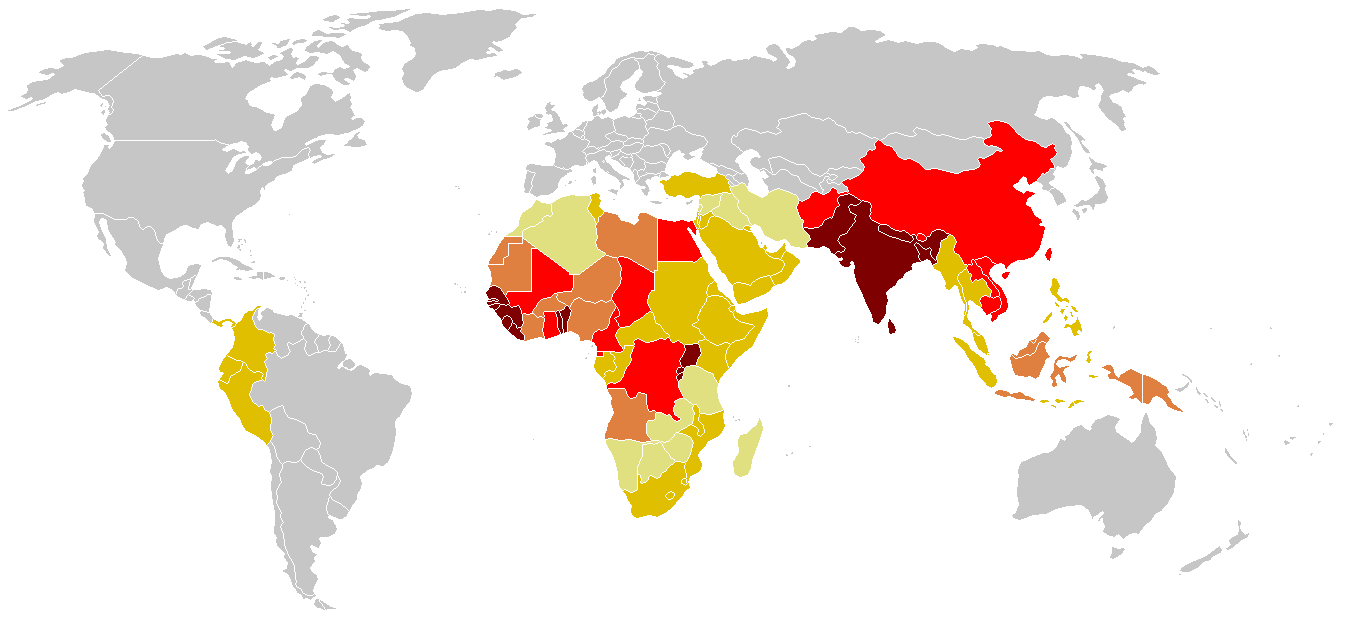
Casi di tetano nel mondo (1990-2004); India, Cina e Uganda sono i paesi maggiormente colpiti.

## Epidemiologia
Il batterio è ubiquitario e si ritrova comunemente nel terreno, negli oggetti e nell'intestino di molti animali. Il discorso epidemiologico è incentrato sulla capacità del batterio di produrre spore in condizioni di aerobiosi, forme che consentono la sopravvivenza del batterio in condizioni ambientali estreme e in grado di trasformarsi in forme vegetative all'interno dell'organismo infettato.
Il vaccino allestito con il tossoide ha permesso l'eradicazione del tetano nei Paesi industrializzati; tuttavia il bacillo è in grado di sostenere ancora la malattia nei Paesi in via di sviluppo, dove il programma vaccinatorio è assente o inadeguato.

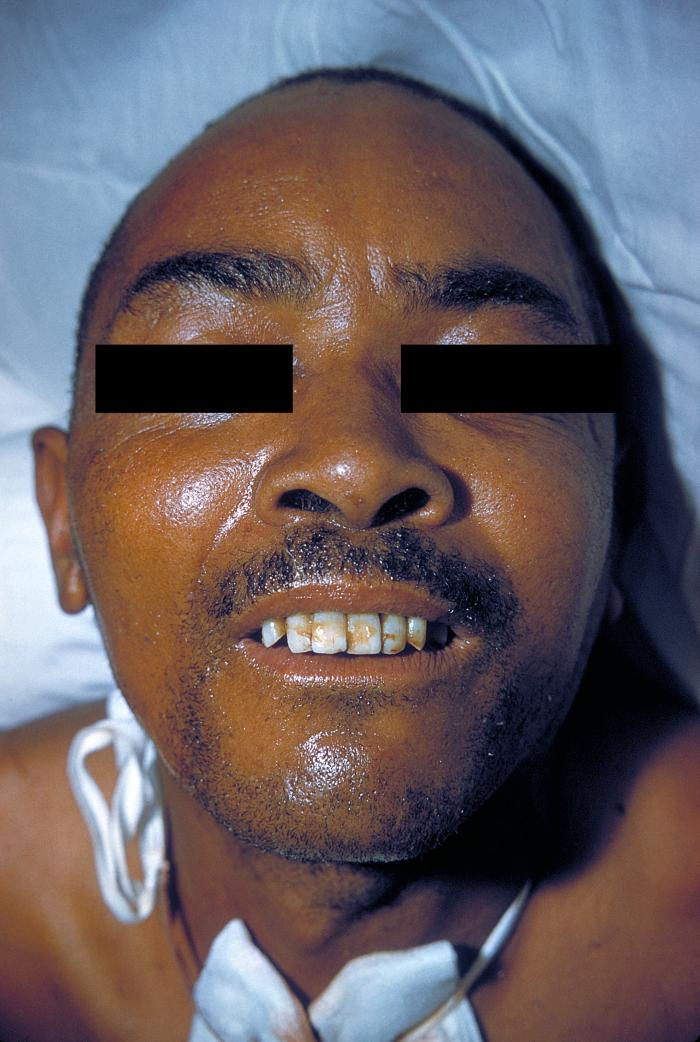
Trisma tetanico o risus sardonicus.

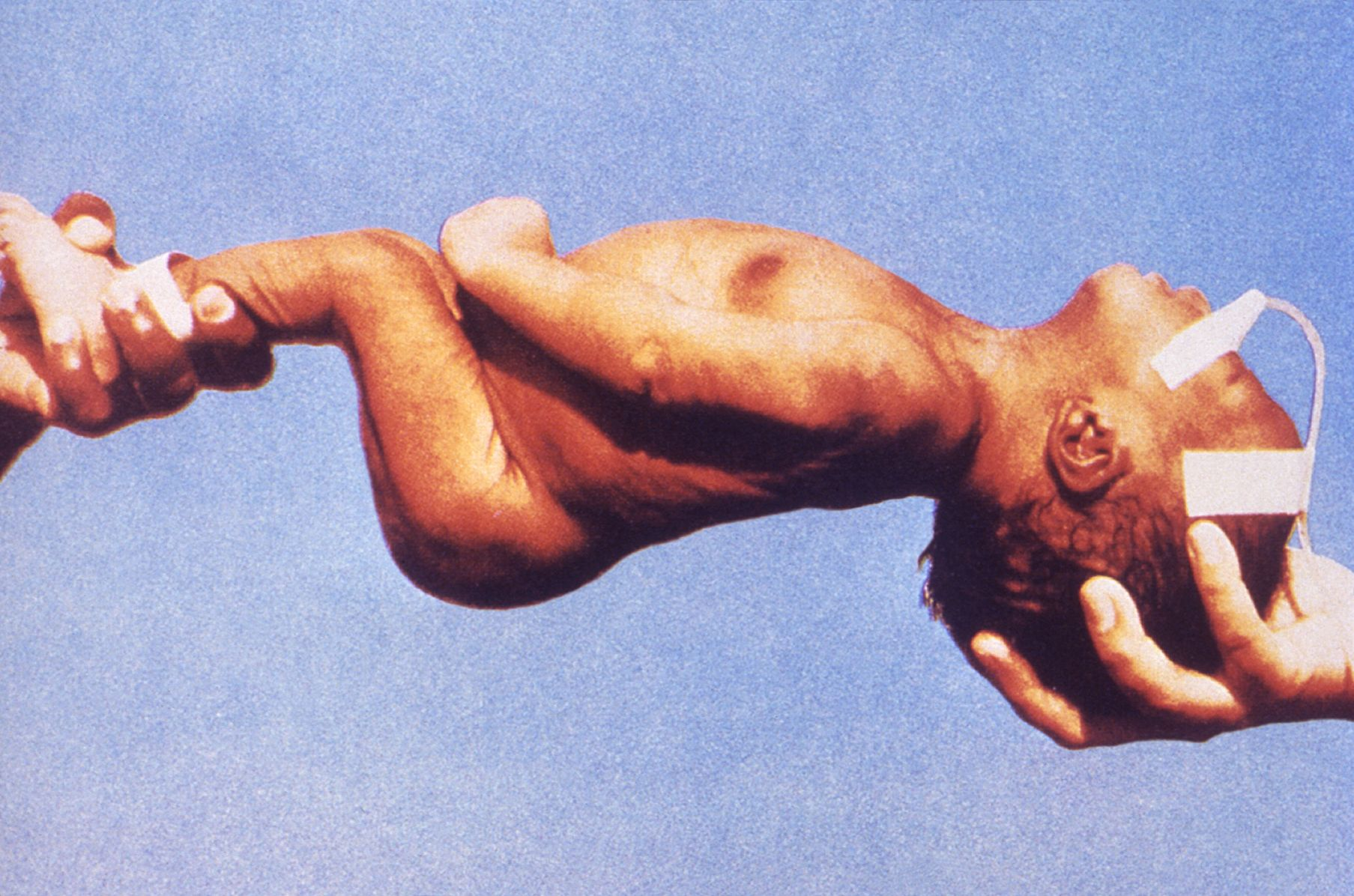
Tetano neonatale. Si noti l'opistotono, contrazione spastica dei muscoli della regione posteriore del tronco.

## Profilo clinico
Esistono quattro forme di tetano.
Tetano generalizzato o tetano classico
Dopo l'infezione di una ferita da parte delle spore di Clostridium tetani, si ha sporulazione e trasformazione nelle forme vegetative, in grado di produrre la tossina. Il quadro risultante è una paralisi spastica discendente che inizia dai muscoli del volto (vedi immagine). La contrazione intensa del muscolo massetere provoca il classico risus sardonicus. La morte sovviene per paralisi spastica dei muscoli respiratori.
Tetano localizzato
È un quadro molto raro e particolare che consiste nella paralisi spastica localizzata di un solo muscolo o settore muscolare (ad esempio, i muscoli dell'avambraccio). La paralisi è confinata al luogo dove è avvenuta l'infezione ed è spesso connessa ad una vaccinazione scorretta.
Tetano cefalico
È una forma particolare di tetano localizzato che riguarda il collo o la testa. Questa forma è molto più grave rispetto alla forma localizzata.
Tetano neonatale
Si riscontra soprattutto nei paesi in via di sviluppo, dove il cordone ombelicale viene reciso con oggetti infetti. Il quadro clinico è sempre gravissimo, con contrazione spastica massiva dei muscoli della regione posteriore del tronco e paralisi respiratoria.

## Profilo diagnostico
Il Clostridium tetani è molto difficile da coltivare date le esigenze nutrizionali e la necessità di anaerobiosi stretta; inoltre la necessità di una diagnosi rapida rende la coltura un esame inutile. L'osservazione diretta è spesso complicata, poiché le forme vegetative sono difficili da riscontrare anche nelle ferite ritenute infette.
Una buona diagnosi deve essere sempre affiancata dall'anamnesi di lesioni e traumi più o meno recenti, insieme all'osservazione dei caratteristici segni di paralisi spastica.
Il tetan test è il più usato in diagnostica: si possono utilizzare due cavie, in cui si inocula la sospetta tossina isolata. A questo punto si può somministrare il siero immune per il tetano in una sola cavia. Se la cavia senza siero immune muore e quella con il siero immune sopravvive, allora si può diagnosticare l'infezione tetanica. L'allestimento di questo metodo è scomodo, cruento e complicato; per questo, ultimamente si utilizzano test in vitro.
La quantificazione delle IgG anti tossina è molto importante per la valutazione della necessità della vaccinazione: un basso titolo anticorpale richiede un richiamo, un titolo anticorpale assente richiede vaccinazione completa.

## Terapia, prevenzione e controllo
Il soggetto che si presenta all'osservazione del medico con una ferita lacero-contusa, sporca e profonda deve essere trattato immediatamente con il siero immune se non è nota la data dell'ultimo richiamo. La ferita deve essere inoltre pulita con abbondante perossido di idrogeno, disinfettante commerciale in grado di liberare ossigeno, estremamente tossico per Clostridium tetani.
Se il soggetto manifesta i primi sintomi si deve procedere con il siero immune e la terapia antibiotica a base di metronidazolo, in grado di eliminare le forme vegetative (non le spore) che possono produrre ulteriore tossina. La penicillina deve essere evitata a causa dell'attività GABA inibitoria. Per il trattamento sintomatico degli spasmi muscolari si utilizza diazepam per via endovenosa o baclofene. In alcuni casi può essere necessario ricorrere a curari.
Il vaccino è allestito tramite l'uso di tossina tetanica detossificata con aldeide formica; devono essere fatte 3 stimolazioni, più un richiamo ogni 10 anni. Il vaccino è in grado di garantire una copertura completa.